# Shrapnel Records
Shrapnel Records es un sello discográfico fundado en los Estados Unidos por el productor Mike Varney en 1980, considerado como el primero dedicado cien por ciento al heavy metal por aquel entonces. Nació principalmente para apoyar a los nuevos artistas del heavy metal, hard rock, y metal neoclásico, como también a distinguidos músicos del rock instrumental.
Durante la década de los noventa The Shrapnel Label Group creó dos sellos subsidiarios Tone Center Records y Blues Bureau International, para enfocarse además en los subgéneros jazz rock y blues respectivamente.
En noviembre de 2015 su catálogo clásico fue adquirido por la compañía The Orchard, que permitirá que sus álbumes sean distribuidos en los medios de descargas legales o por vía streaming. Adicional a ello, Varney comentó que este negocio permitirá que la tercera parte de todo su catálogo sea remasterizado digitalmente por primera vez en su historia.

## Historia
Fue fundada por el productor estadounidense Mike Varney en 1980 con tan sólo 22 años de edad, con el fin de ayudar a nuevas bandas y músicos de los géneros heavy metal y hard rock. Su primera producción fue el disco Unsung Guitar Heroes II de la banda Vixen, antes que cambiara su nombre a Hawaii. Tras producir el álbum One Nation Underground de la banda mencionada, Varney recibió por parte de un amigo un demo de un joven guitarrista llamado Yngwie Malmsteen.
Luego de conocer a Malmsteen, Mike lo invitó a participar de un proyecto llamado Steeler junto al vocalista de Keel, Ron Keel. Con esta banda produjo el álbum Steeler de 1983, siendo hasta ese entonces el disco más vendido por el sello.
A mediados de la década de los ochenta, Mike decidió abarcar nuevos subgéneros como el metal neoclásico y el rock instrumental, al igual que apoyar a grandes guitarristas como el ya mencionado Yngwie Malmsteen, Marty Friedman, Vinnie Moore, Paul Gilbert, Jason Becker, Joey Tafolla y Richie Kotzen, entre otros. Ya en la década posterior llegó a ser uno de los sellos independientes más importantes del heavy metal y sus subgéneros. En aquel mismo período fueron contratados los guitarristas George Lynch y Michael Schenker, tanto en sus carreras solistas como en sus distintos proyectos grupales.
Actualmente sigue siendo uno de los sellos independientes más exitosos y continúa contratando nuevos músicos como Marc Rizzo de Soulfly y John 5 de Marilyn Manson. Además, con el fin de extender la ayuda a nuevas bandas, se dedica también a otros subgéneros como el metal progresivo.

## Lista de artistas
A continuación una lista de algunas bandas y artistas que son o han sido parte del sello:
| - Cacophony - Chastain - George Lynch - Greg Howe - Hawaii - James Murphy - Jason Becker - John 5 - John Norum - Jacky Vincent | - Keel - Kevin DuBrow - L.A. Guns - Marc Rizzo - Marty Friedman - Michael Schenker - Michael Schenker Group - Mogg/Way | - Paul Gilbert - Phantom Blue - Racer X - Richie Kotzen - Steeler - UFO - Vinnie Moore - Yngwie Malmsteen |